# Tassadia cordata
Tassadia cordata är en oleanderväxtart som beskrevs av Gustaf Oskar Andersson Malme. Tassadia cordata ingår i släktet Tassadia och familjen oleanderväxter. Inga underarter finns listade i Catalogue of Life.